# منطقه حفاظت‌شده گدار
منطقهٔ حفاظت‌شدهٔ گدار یک منطقهٔ حفاظت‌شده با مساحت ۲۱۱ هکتار است که در استان آذربایجان غربی در ایران قرار دارد. این منطقهٔ حفاظت‌شده طبق مصوبهٔ شمارهٔ ۸۰۴ در تاریخ ۹۹/۱۱/۰۶ در فهرست مناطق تحت حفاظت سازمان محیط زیست ایران قرار گرفت.